# Jan Pachta
Jan Pachta (20. května 1906 Dobrá Voda u Pelhřimova – 18. května 1977 Praha) byl český komunistický historik a archivář.

## Život a dílo
Vystudoval filozofickou fakultu Karlovy univerzity, kde získal titul PhDr. Pro školní rok 1932/33 získal stipendium dánské vlády.
Pracoval v následujících institucích:
- 1935–1948 Archiv ministerstva vnitra, Praha
- 1948–1953 Archiv kanceláře prezidenta republiky, Praha
- 1951–1954 Státní archivní komise
- 1953–1970 Ústav pro dějiny Komunistické strany Československa, Praha.

Je autorem dehonestujících děl namířených proti Josefu Pekařovi či T. G. Masarykovi. Naopak napsal oslavné práce o Klementu Gottwaldovi (byl v roce 1950 členem delegace redaktorů, která předala první díl Spisů Klementa Gottwalda autorovi). V únoru 1948 podepsal výzvu prokomunistické inteligence Kupředu, zpátky ni krok!, jež byla publikována dne 25. února 1948 pro podporu komunistického převratu.

## Spisy
- Klement Gottwald a naše dějiny. Praha, Ministerstvo informací a osvěty, 1948
- Josef Pekař, ideolog kontrarevoluce. Praha, Socialistická akademie, 1948
- Klement Gottwald v roce 1929: některé projevy a články. Uspořádali: František Nečásek a Jan Pachta; úvod napsal Jan Pachta. Praha, Svoboda, 1950
- Pekař a pekařovština v českém dějepisectví. Brno, Rovnost, 1950
- Pravda o T.G. Masarykovi. Praha, Orbis, 1953
- Dokumenty o protilidové a protinárodní politice T. G. Masaryka. Redigovali František Nečásek, Jan Pachta a Eva Raisová; odpovědný redaktor publikace Jan Pachta. Praha, Orbis, 1953